# Albert Guttman
Albert Guttman (n. 12 octombrie 1937 – d. 28 februarie 2007) a fost un pianist român.

## Primii pași spre o carieră muzicală
Născut pe 12 octombrie 1937 în Galați, Albert Guttman a început studiul pianului în orașul natal, la vârsta de cinci ani, sub îndrumarea Elizei Cernovodeanu. Cel care a observat talentul său manifestat timpuriu a fost actorul Gheorghe Timică. Aflat în trecere prin Galați, acesta l-a apreciat și l-a sfătuit să se dedice carierei muzicale.
În anul 1944 s-a stabilit împreună cu familia în București, unde – în paralel cu studiile de cultură generală urmate la Școala Primară Moria A. E. Gaster și liceele Matei Basarab și Spiru Haret – a continuat în particular studiul pianului, armoniei și teoriei muzicii sub îndrumarea Mariei Cernovodeanu (1900-1968, pianistă și pedagog-teoretician). În anul 1949, la vârsta de 12 ani, apreciat și încurajat de personalități ale lumii muzicale precum Mihail Jora, Florica Musicescu, Constanța Erbiceanu, Muza Ciomac, Hilda Jerea, Silvia Șerbescu, Cella Delavrancea, Maria Fotino (cărora le-a fost prezentat de către Maria Cernovodeanu), Albert Guttman s-a prezentat la examenul de admitere organizat la Conservatorul din București. Fiind admis drept „copil excepțional“ – cu dispensă specială de vârstă – a urmat timp de un an (1949-1950) cursurile acestei instituții, la clasa de pian a Floricăi Musicescu (1887-1969, pianistă și profesoară de pian). Apoi, Conservatorul devenind instituție de învățământ superior, Albert Guttman a fost transferat la Școala medie de muzică, unde a fost elevul profesoarei Ana Altenliu-Pitiș (între 1950 și 1954), obținând calificativul „Excepțional“ după toate examenele de pian și participând la majoritatea audițiilor publice organizate de instituție.
În 1953, Albert Guttman câștigă la București prima ediție a Concursului național al tinerilor soliști. După terminarea școlii, în 1954, Albert Guttman a fost propus pentru continuarea studiilor în fosta Uniune Sovietică, lucru ce nu s-a putut realiza din cauza suprimării locurilor. A reintrat la Conservatorul Ciprian Porumbescu (în același an, 1954), unde a devenit din nou elev al Floricăi Musicescu, absolvind în 1959. În timpul studiilor la Școala de muzică și Conservator, a obținut distincții la concursuri naționale, a oferit numeroase concerte și a participat la toate Festivalurile Institutelor de Artă.
Prima contribuție a lui Albert Guttman în domeniul muzicii de cameră datează tot din perioada studiilor la Conservator. Împreună cu alți colegi de studii: Edy Guți – oboi, Emil Franz – clarinet, Constantin Predețeanu – fagot, Wilhelm Bretz – corn, Albert Guttman a înființat un cvintet de suflători cu pian, ale cărui recitaluri de muzică de cameră s-au bucurat de aprecierea publicului, precum și de cea a Rectorului din acea vreme, Ioan D. Chirescu (compozitor, dirijor și folclorist, rector al Conservatorului bucureștean între 1950-1955).
După absolvirea Conservatorului și a Examenului de Stat, Albert Guttman a fost numit, în februarie 1960, corepetitor la Conservatorul din București (la clasele de violă, flaut, canto, operă). Este momentul în care pianistul începe o carieră pedagogică de succes, care se va desfășura în paralel cu cea interpretativă până aproape de sfârșitul vieții.

## Cariera pedagogică (în interiorul și în afara Conservatorului) – începând cu anul 1960
La începutul anului 1960, Albert Guttman a câștigat – obținând locul I – concursul pentru postul de asistent la catedra de pian complementar a acestei instituții. Patru ani mai târziu, s-a căsătorit cu Irina Rusescu, nepoată îndepărtată a profesoarei Maria Cernovodeanu. Irina Rusescu era cu un an mai tânără decât Albert Guttman, cunoștința dintre cei doi datând încă din perioada în care erau elevi. Irina Rusescu studiase cu Lidia Cristian și Cella Delavrancea, absolvind secția de pian a Conservatorului bucureștean în 1961, și a activat ca profesoară de corepetiție la canto și instrumente până în 1990, anul pensionării.
În anul 1967, Guttman a participat la cursurile de perfecționare ale Seminarului Muzical Internațional de la Weimar, la clasa profesorului Guido Agosti (1901-1989, pianist și profesor italian). Apoi, ca bursier al Centrului Internațional de Studii Muzicale, a urmat cursurile de muzică de cameră susținute de Enrico Mainardi (1897-1976, violoncelist și compozitor italian) în vara anului 1969, în cadrul Festivalului Muzical Internațional de la Taormina (Italia).
Albert Guttman a beneficiat în 1970-1971 și 1971-1972 de o altă bursă oferită de guvernul italian, la un curs de perfecționare în cadrul Academiei Santa Cecilia din Roma, tot sub îndrumarea lui Guido Agosti. Pianistul a obținut la finalul cursului calificativul maxim – „10 Magna cum laude“.
În aprilie 1972, Albert Guttman a fost numit asistent oficial pentru muzică de cameră la Academia Santa Cecilia. Colaborarea sa a fost solicitată pentru cursurile de perfecționare de vioară susținute de Pina Carmirelli (cu care a și colaborat ca pianist), și violoncel, cu Amedeo Baldovino.
Din 1973 a activat în cadrul catedrei de muzică de cameră a conservatorului bucureștean, la clasa de acompaniament.
Albert Guttman a activat în funcția de asistent la Conservatorul din București până la data de 1 septembrie 1976, când a fost angajat la Filarmonica din Ploiești, în funcția de instrumentist – pian la orchestra simfonică.
La puțin timp după această dată, Guttman a fost din nou prezent în calitate de pedagog în Italia. În perioada 27 iulie – 15 august 1977 au avut loc cursurile internaționale de muzică Giornate Musicali, de la Montecchio Maggiore (Vicenza). Alături de profesorii italieni s-au aflat și doi muzicieni români: între 1-14 august, Radu Aldulescu a predat cursuri de violoncel, în timp ce Albert Guttman a predat pian și muzică de cameră între 27 iulie – 10 august 1977.
În 1982 are loc un moment important în cariera pedagogică a pianistului datează din 1982. 	
„Domnul profesor Albert Guttman, născut pe 12.10.1937 în România, pianist renumit, a fost angajat la Academia internațională de muzică Menuhin pentru anul școlar 1982/1983“. 
Numirea ca pianist al Academiei de vară de la Gstaad (Elveția) a avut loc în urma obținerii „Premiului internațional Hephzibah Menuhin pentru pian“ (Paris, 1981). În data de 10 august 1982, Guttman a susținut un master-class alături de Yehudi Menuhin (program: Sonata nr.3 op.108 pentru vioară și pian de Brahms), iar în ziua următoare cântă alături de același Menuhin și Edward Niall Brown (Trio în do major op.87 de Brahms).
Din 1983, Guttman devine profesor de pian la școala de muzică Saanenland-Obersimmental din localitatea Saanen, situată în cantonul elvețian Berna. El se angajează prin contract să predea 20 de ore pe săptămână și să activeze aici pentru cel puțin trei ani.
În paralel devine, în 1984, profesor pentru cursul numit „corepetiție și citire de partituri“ la Academia de muzică din Basel, după câștigarea concursului pentru ocuparea acestui post în fața a doi muzicieni din Elveția și Germania. Albert Guttman a înființat la Basel o nouă catedră, cea de acompaniament și a rămas activ în cadrul acestei instituții până la data pensionării, în 2004. Tot aici predă un master-class permanent pentru absolvenții secției de pian, în vederea specializării în domeniul acompaniamentului.
Din 1988, numele lui Guttman va apărea în dicționarul International Who’s Who in Music, printr-o prezentare cuprinzătoare a carierei sale interpretative și pedagogice.

## O carieră interpretativă de succes
După debutul unei cariere solistice promițătoare în România, pianistul s-a axat pe interpretarea în formație de duo cameral, concertând alături de cele mai mari nume ale vieții muzicale a celei de-a doua jumătăți a secolului XX. Din anul 1980 a fost nevoit să își continue cariera în afara granițelor, reușind performanța de a avea la activ turnee în toată lumea și o bogată activitate pedagogică în Elveția, care a continuat până la sfârșitul vieții.
Pentru a da numai câteva exemple despre mari muzicieni cu care Albert Guttman a colaborat, vom enumera pe Radu Aldulescu, Ion Voicu, Lola Bobescu, Silvia Marcovici, Vera Deneș, Elena Cernei, Magda Ianculescu, Dan Iordăchescu, Yehudi Menuhin, Pierre Fournier, Ruggiero Ricci, Enrico Mainardi, Jean-Pierre Rampal, Christian Ferras, Raphael Sommer, Jean-Jacques Kantorow, Pina Carmirelli.
Albert Guttman s-a stins din viață pe 28 februarie 2007.